# جک تیلور (شناگر)
جک تیلور (به انگلیسی: Jack Taylor) (زادهٔ ۳۱ ژانویهٔ ۱۹۳۱) شناگر اهل ایالات متحده آمریکا است.